# 贝尔西亚诺斯德尔雷亚尔卡米诺
贝尔西亚诺斯德尔雷亚尔卡米诺，是西班牙卡斯蒂利亚-莱昂莱昂省的一个市镇。 总面积34平方公里，总人口208人（001年），人口密度6人/平方公里。